# San José de Gracia (község)
San José de Gracia község Mexikó Aguascalientes államának északnyugati részén. 2010-ben lakossága kb. 8500 fő volt, ebből mintegy 5000-en laktak a községközpontban, San José de Graciában, a többi 3500 lakos a község területén található 31 kisebb településen élt. Csak 1953-ban jött létre, mint önálló község.

## Fekvése
Az állam többi községéhez viszonyítva nagy területű, de kis lakosságú község a Keleti-Sierra Madre hegyei között terül el, körülbelül 1900 és 3100 m-es magasságok között. Északi részén, a Sierra Fría hegységben található Aguascalientes állam legmagasabb csúcsa is. A község keleti részén elterülő medencében, ahol a községközpont is fekszik, alakították ki a Plutarco Elías Calles-víztározót (melynek egyik szigetén (vagy alacsony vízálláskor félszigetén) áll a környék leghíresebb turistalátványossága, a hatalmas Törött Krisztus szobor). Állandó vízfolyások nincsenek a község területén időszakos patakjai az El Túnel, a Los Sotoles, az El Tiznado, a Blanco, a Seco, a La Lobera, a Los Linos és az Agua Zarca. A terület 13%-át használják növénytermesztésre (főként a víztározó környékén), kb. 48%-át erdő, 36%-át pedig rét, legelő borítja.

## Élővilág
A Sierra Fría hegység erdőit főként magyaltölgy és fenyő alkotja, itt természetvédelmi területet jelöltek ki. Állatai közül jellemzőek a fehérfarkú szarvasok, a pumák, a prérifarkasok, a vaddisznók és a rókák.

## Népesség
A község lakóinak száma a közelmúltban többnyire csökkenő tendenciát mutatott, a változásokat szemlélteti az alábbi táblázat:
| Év   | Lakosság |
| ---- | -------- |
| 1990 | 10 412   |
| 1995 | 11 899   |
| 2000 | 11 235   |
| 2005 | 11 012   |
| 2010 | 8443     |

## Települései
A községben 2010-ben 32 lakott helyet tartottak nyilván, de nagy részük igen kicsi: 18 településen 20-nál is kevesebben éltek. A jelentősebb helységek:
| Település                          | Lakosság (2010) |
| ---------------------------------- | --------------- |
| San José de Gracia (községközpont) | 4927            |
| San Antonio de los Ríos            | 1043            |
| Paredes                            | 1017            |
| La Congoja                         | 435             |
| Rancho Viejo                       | 231             |
| Santa Elena de la Cruz (Capadero)  | 130             |
| El Tecongo                         | 116             |
| Boca del Túnel de Potrerillo       | 110             |
| Potrero de los López               | 105             |